# Никитинская улица (Воронеж)
Никитинская улица — улица в городе Воронеже, которая берёт своё начало от улицы Комиссаржевской и заканчивается у улицы 9 Января, значительно меняя направление при пересечении с улицей Карла Маркса. Названа 15 сентября 1899 года в честь русского поэта, уроженца Воронежа, прожившего в нём всю жизнь Ивана Саввича Никитина (1824—1861).

## История
Название 2-й Дворянской у улицы сохранялось до 1870-х годов, после чего стала именоваться 3-й Дворянской. Среди жителей встречалось также название Кирочной, так как у пересечения её с Большой Садовой (ныне ул. Карла Маркса) находилась Лютеранская кирха. В конце XIX — начале XX века улицу иногда называли Клочковской по жившим на ней известным в Воронеже купцам Клочковым.
На улице сохранился дом, где несколько лет перед смертью жил поэт Иван Саввич Никитин (1821—1861) (в настоящее время в этом доме организован Дом-музей И. С. Никитина). Поэтому к празднованию 75-летия со дня рождения поэта, 15 сентября 1899 года улица была переименована в Никитинскую.
В середине XX века после строительства спорткомплекса улица стала короче.

## Архитектура

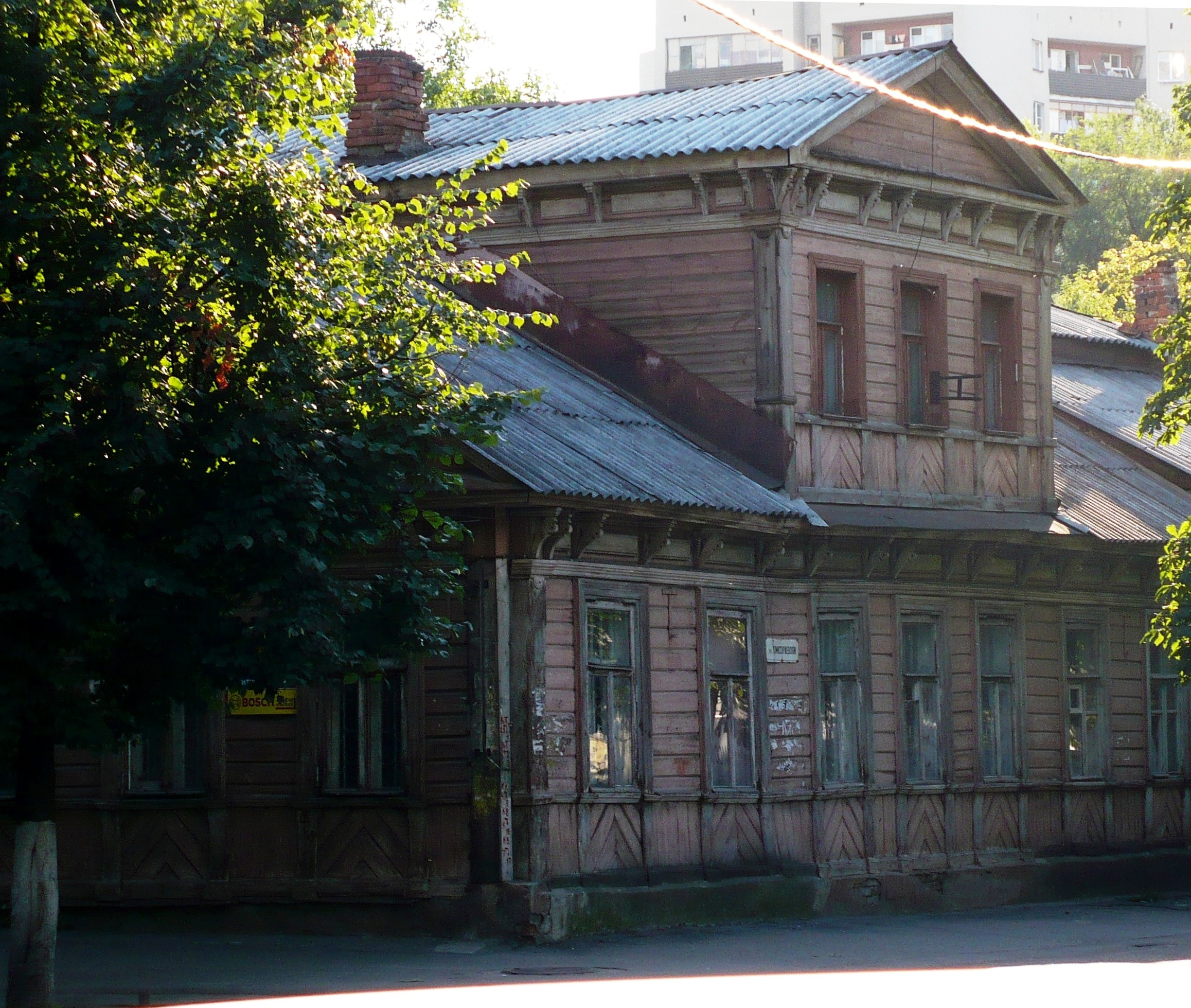
Усадьба Плотникова

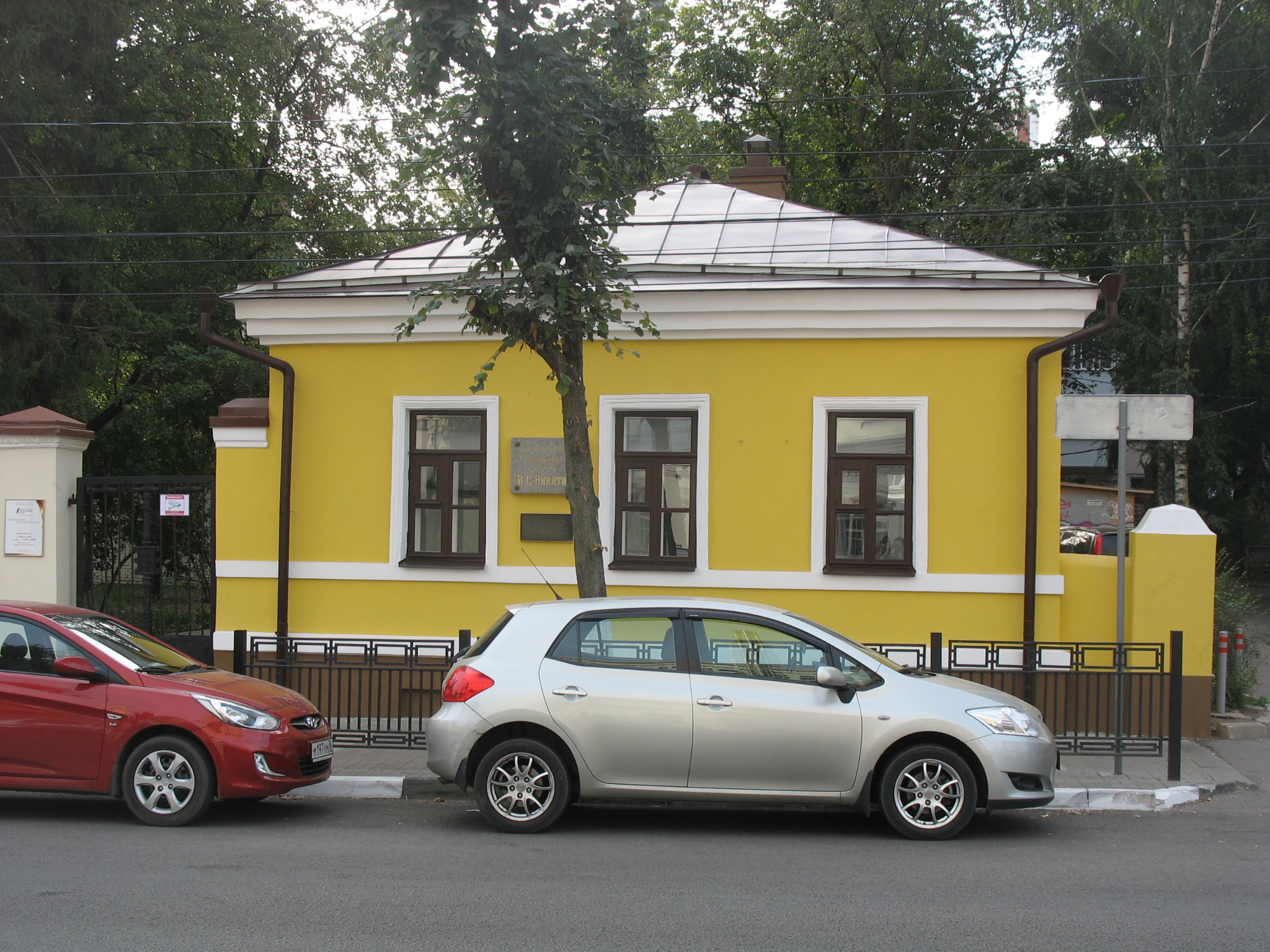
Жилой дом И. С. Никитина, ныне — Дом-музей

- № 1 — Дворец культуры железнодорожников, построен в 1908 году или 1909 году для Общественного собрания.
- № 2 — дом и два флигеля, построены в середине XIX века[1].
- № 3 — построен в 1911 году для дочери надворного советника З. Н. Ивановой. Автор проекта — известный воронежский архитектор М. Н. Замятнин.
- № 4 — служба усадьбы и флигель Плотникова, 1880-е годы[1].
- № 5 — построен как здание усадьбы поручика Алексея Петровича Иванова.
- № 9 — Нечаевская школа, конец XIX века.
- № 14 — усадьба Стрижевского (3 здания), построены с 1876 года по начало XX века.
- № 19 — дом, в котором жил И. С. Никитин (ныне — Дом-музей И. С. Никитина)[1].
- № 20 — дом Лютеранской общины, середина XIX века.
- № 22 — дом Тюриных.
- № 29 — доходный дом титулярного советника И. Г. Клигмана. Построен в 1912 году[2].
- № 32 — жилой дом Троицкого собора, 1880-е гг.
- № 43 — один из нескольких домов, принадлежавших семье купцов Клочковых.
- № 45 — дом агронома Р. Ф. Вагнера.
- № 49/2 — флигель инженера К. К. Гегера[3].
- № 50 — дом Клочковых, где бывал Бунаков, середина XIX века.